# Alcipe de Huet
L'alcipe de Huet (Alcippe hueti) és un ocell de la família dels alcipeids (Alcippeidae).

## Hàbitat i distribució
Habita els boscos de muntanya del sud-est de la Xina i Hainan.

## Taxonomia
Considerat una subespècie d'Alcippe morrisonia, recentment ha estat considerada una espècie diferent pel Congrés Ornitològic Internacional arran els treballs de Song et al. 2009.